# Arthur Elgort
Pour les articles homonymes, voir Elgort.
Arthur Elgort est un photographe de mode américain né le 8 juin 1940 à New York. Il débute au Vogue américain au début des années 1970. Adoubé par Grace Mirabella puis proche de Grace Coddington, sa collaboration avec le magazine dure trente-cinq ans. Si son lieu préféré reste New York pour prendre des images, il parcourt le monde pour réaliser ses photos. Ses images sont présentes dans les collections permanentes du Centre international de la photographie, ainsi qu'au Victoria & Albert Museum.

## Biographie
Arthur Elgort est né à Brooklyn, de Sophie (née Didimamoff) et Harry Elgort (10 avril 1908 - 23 octobre 1998), propriétaire d'un restaurant. Il est d'origine juive russe. Élevé à New York, il a fréquenté le lycée Stuyvesant et le Hunter College, où il a étudié la peinture.
Il vit à New York avec sa femme, Grethe Barrett Holby, qui est productrice, metteur en scène, chorégraphe et dramaturge, et trois enfants, dont l'acteur Ansel Elgort.
Arthur Elgort a commencé sa carrière en tant qu'assistant photo de Gosta "Gus" Peterson. Ses débuts en 1971 dans la version britannique de Vogue révèle un style qui met l'accent sur le mouvement et la lumière naturelle, libérant l'idée de la photographie de mode[pas clair]. En septembre 2008, il déclare à Teen Vogue qu'il attribuait à Mademoiselle sa grande pause[pas clair] :  « Ils étaient vraiment courageux et m'ont donné une chance. C'était la première fois que je tournais une couverture au lieu d'une demi-page ici ou là ».
Il a travaillé pour des magazines comme les éditions internationales ou américaine de Vogue, Glamour, GQ, Rolling Stone ou Teen Vogue, et a réalisé des campagnes publicitaires avec des marques de mode comme Chanel, Valentino et Yves Saint Laurent. Il travaille toujours pour des publications de mode, ainsi que pour ses dernières campagnes publicitaires 2009 avec Via Spiga et Liz Claiborne, avec Isaac Mizrahi. Son travail est exposé dans les collections permanentes de l'International Center of Photography à New York, au Victoria and Albert Museum de Londres et au Museum of Fine Arts de Houston, Texas.
En 2011, Arthur Elgort a remporté le prix du Conseil des créateurs de mode américains.

## Publication
- (en) Arthur Elgort's Models Manual

## Expositions
- 2023 : Azzedine Alaïa, Arthur Elgort. En liberté. Fondation Azzedine Alaïa[3].